# Alicia Pucheta
Alicia Beatriz Pucheta de Correa (còn gọi là Valoriani; sinh ngày 14 tháng 1 năm 1950) là một luật sư và chính trị gia người Paraguay. Vào tháng 4 năm 2018, với cương vị là Phó tổng thống Paraguay, bà Alicia Pucheta sẽ trở thành nữ tổng thống đầu tiên của nước này, sau khi đương kim Tổng thống Horacio Cartes từ chức. Pucheta sẽ tạm nắm quyền cho tới ngày 15 tháng 8 năm 2018, thời điểm ứng cử viên Mario Abdo Benitez nhậm chức tổng thống nhờ chiến thắng trong cuộc bầu cử hồi cuối tháng 4 năm 2018. Bà thuộc Đảng Colorado là một đảng cánh hữu. Bà lập gia đình với luật sư Carlos Alberto Correa Vera và có hai người con.